# Dumblonde x HEiR
Dumblonde x HEiR  è la versione remix dell'album di debutto del duo di musica dance-pop formato nel 2014 da Shannon Bex e Aubrey O'Day, ex membri delle Danity Kane. L'album è stato pubblicato il 20 giugno 2016 dall'etichetta discografica Double Platinum.

## Background
L'album include la versione remix nove canzoni tratte dall'album di debutto del duo di musica dance-pop, ad eccezione delle canzoni Yellow Canary e Carry On. Shannon Bex e Aubrey O'Day si sono rivolte al duo HEiR per mixare le loro canzoni con alcune delle loro canzoni preferite degli anni 80 e 90. Tra le canzoni utilizzate per il remix includono That's the Way Love Goes  di Janet Jackson, Remember the Time di  Michael Jackson e Tom's Diner di Suzanne Vega.

## Tracce
| #  | Titolo                         | Scrittori                                                              | Produttori              | Durata |
| -- | ------------------------------ | ---------------------------------------------------------------------- | ----------------------- | ------ |
| 1. | Dreamsicle (HEiR Remix)        | Julian Lowe, Travis Garland, Troy "R8DIO" Johnson, Hayley Steele, HEiR | Dem Jointz, HEiR        | 3:50   |
| 2. | Eyes On Horizon (HEiR Remix)   | Shannon Bex, Aubrey O'Day, Candice Pillay, HEiR                        | Dem Jointz, R8DIO, HEiR | 3:12   |
| 3. | Tender Green Life (HEiR Remix) | Shannon Bex, Aubrey O'Day, Candice Pillay, HEiR                        | Dem Jointz, R8DIO, HEiR | 5:26   |
| 4. | Remember Me (HEiR Remix)       | Shannon Bex, Aubrey O'Day, Candice Pillay, HEiR                        | Dem Jointz, R8DIO, HEiR | 4:09   |
| 5. | Take Away (HEiR Remix)         | Shannon Bex, Aubrey O'Day, Candice Pillay, HEiR                        | Dem Jointz, HEiR        | 4:13   |
| 6. | White Lightning (HEiR Remix)   | Shannon Bex, Aubrey O'Day, Candice Pillay, HEiR                        | Dem Jointz, R8DIO, HEiR | 3:39   |
| 7. | Love Blind (HEiR Remix)        | Shannon Bex, Aubrey O'Day, Candice Pillay, HEiR                        | Dem Jointz, R8DIO, HEiR | 6:00   |
| 8. | Waiting On You (HEiR Remix)    | Shannon Bex, Aubrey O'Day, Candice Pillay, HEiR                        | Dem Jointz, R8DIO, HEiR | 2:48   |
| 9. | You Got Me (HEiR Remix)        | Shannon Bex, Aubrey O'Day, Candice Pillay, HEiR                        | Dem Jointz, R8DIO, HEiR | 4:02   |

## Crediti
- Compositori - Shannon Bex, Aubrey O'Day, Candice Pillay, Julian Lowe, Travis Garland, Troy "R8DIO" Johnson, Hayley Steele, HEiR
- Produttori - R8DIO, Dem Jointz, HEiR
- Coro - Shannon Bex, Aubrey O'Day
- Registrazione - R8DIO, Dem Jointz, HEiR

## Date di pubblicazione
| Nazione     | Data           | Formato           | Etichetta       |
| ----------- | -------------- | ----------------- | --------------- |
| Stati Uniti | 20 giugno 2016 | Download digitale | Double Platinum |